# クロスクリーガー
クロスクリーガー（欧字名:Cross Krieger、2012年4月11日 - 2015年9月21日）は、日本の競走馬。
伏竜ステークス（OP）、兵庫チャンピオンシップ（JpnII）と連勝し、ジャパンダートダービー（JpnI）でノンコノユメに次ぐ2着。その後レパードステークス（GIII）で重賞2勝目を挙げ、3歳ダート路線で活躍。将来を期待されたが、3歳の秋、古馬との対戦を前にX大腸炎を発症し、安楽死の処置がとられた。

## 生涯

### 誕生の背景
祖母は日経賞を制したユキノサンロイヤルを生んだマイアミガルチである。サンデーサイレンスを配合するために知人の牧場から譲り受けたが、配合しようとしたときにサンデーサイレンスが死亡。代わりにブライアンズタイムが配合され、生産されたのがビッグクィーンである。
母のビッグクィーンは、2004年に生産され、2007年に東京競馬場の未勝利戦でデビュー。中央競馬では3戦して未勝利、地方競馬（南関東）に移籍し11戦に出走したが1勝、クラスはC3にとどまった。2008年12月26日、大井競馬場の競走を最後に引退し、その後繁殖牝馬となった。弥生賞、京都記念など重賞3勝のアドマイヤオーラが配合され、2012年4月11日、後のクロスクリーガーとなる牡馬が誕生。

### デビュー前
牧場時代は、「小さくまとまったような印象で特別な印象は受けなかった」という評価であった。その後オータムセールにて売却されたが、のちに函館競馬場で行われた北海道トレーニングセール（サラブレッド2歳部門）の公開調教で11秒58から11秒22のタイムを記録し、税込907万2000円で転売された。

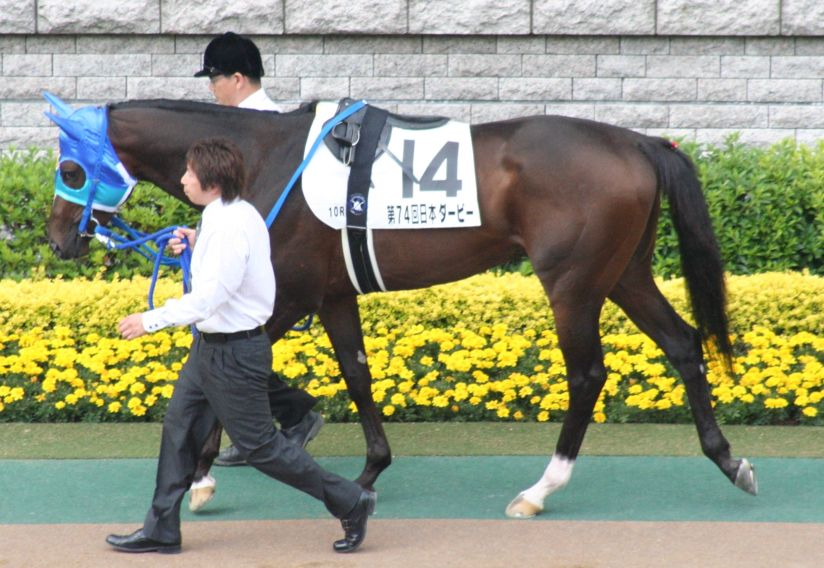
父アドマイヤオーラ（2007年東京優駿（日本ダービー）のパドック）

辻高史にとって初めての自分名義の馬となったが、実際は吉田勝利との半分共有して所有しているものであった。辻は吉田と競走馬2頭を共同所有する際、2人で名義を1頭ずつ選択することとなり、どちらかを選択することとなった。その際、クロスクリーガーの誕生日が「2012年4月11日」であることが、辻の母の命日である「2011年12月4日」と辻自身の誕生日「12月11日」と『数字の並びに、母の縁がある』と感化して本馬を選択した。セールから2か月後に目を見たとき「理知的な馬」と評価していた。「十字」を意味する「クロス」にドイツ語で「戦士」を意味する「クリーガー」を組み合わせた「クロスクリーガー」と命名された。

### 2歳（2014年）
9月27日の新馬戦にてデビュー、鞍上は岩田康誠が起用され、以降すべてのレースに騎乗することとなる。単勝オッズ3.2倍の支持に応えて、後方に2.1秒離した大差で勝利、新馬勝ちを挙げた。岩田は「すごく乗りやすい馬ですし、相当高い能力がありますね。これから、かなりやれそうですよ」と振り返っている。
続いて11月には芝のレースである黄菊賞（芝2000m、500万下）に挑戦するものの6着に敗れ、ダートに戻って12月20日の樅の木賞（ダート1800m、500万下）に出走。単勝オッズ1.7倍の1番人気に推された。レース中盤で馬群の外側に持ち出し、最後の直線の半ばで抜け出した。そこから後方に1馬身3/4離して勝利、危なげのないレース運びで2勝目を挙げた。岩田は、「落ち着いていたし、反応もすごく良かった。ダート適性はかなり高い」とし、管理する庄野靖志調教師は「ソツなく回っていたし、岩田君も自信を持って乗っていたね」と振り返っていた。

### 3歳（2015年）
2月22日、ヒヤシンスステークス（OP）から始動、単勝1番人気であるゴールデンバローズがオッズ1.4倍と多くの支持を集める中、それに次ぐオッズ6.8倍で2番人気となった。レースでは先行し、馬場の内側の5番手で最初のコーナーを回り、好位から最後の直線で抜け出しを図った。しかし後方から追い込んできたゴールデンバローズ、イーデンホールに差し切られて離され、目前で先に抜け出して粘っていたディアドムスをかわした3着に敗れた。
続いて伏竜ステークス（OP）に出走。単勝オッズ2.7倍の1番人気となった。馬場の内側である3枠3番から、ハナに立ったホワイトフーガに次いだ2番手に位置、そのままの形態で最後の直線に進入、逃げるホワイトフーガをかわして抜け出すと、唯一懸命の追い上げによって食らいつかれていたリアファルをクビ差で凌いで勝利、オープンクラス初勝利を挙げた。岩田は、「レースがうまくて、どんな形でも競馬ができます。着差以上に強い内容でした」と回顧している。
5月6日、初めての重賞出走、地方遠征となる兵庫チャンピオンシップ（JpnII）に出走、単勝オッズ1.6倍の1番人気に推された。スタートで出負けしたものの、追い上げてハナを奪ってレースの主導権を握った。その後もハナでレースを進めながら、後方との差を徐々に広げると、最終的に後方に9馬身離して勝利、重賞初制覇を達成した。岩田は、「馬場も考えて先手を取った方が楽だろうと。スタートはテン負けしたけど、スピードが違った。一戦ごとに力をつけているし、次も楽しみです」と回顧している。

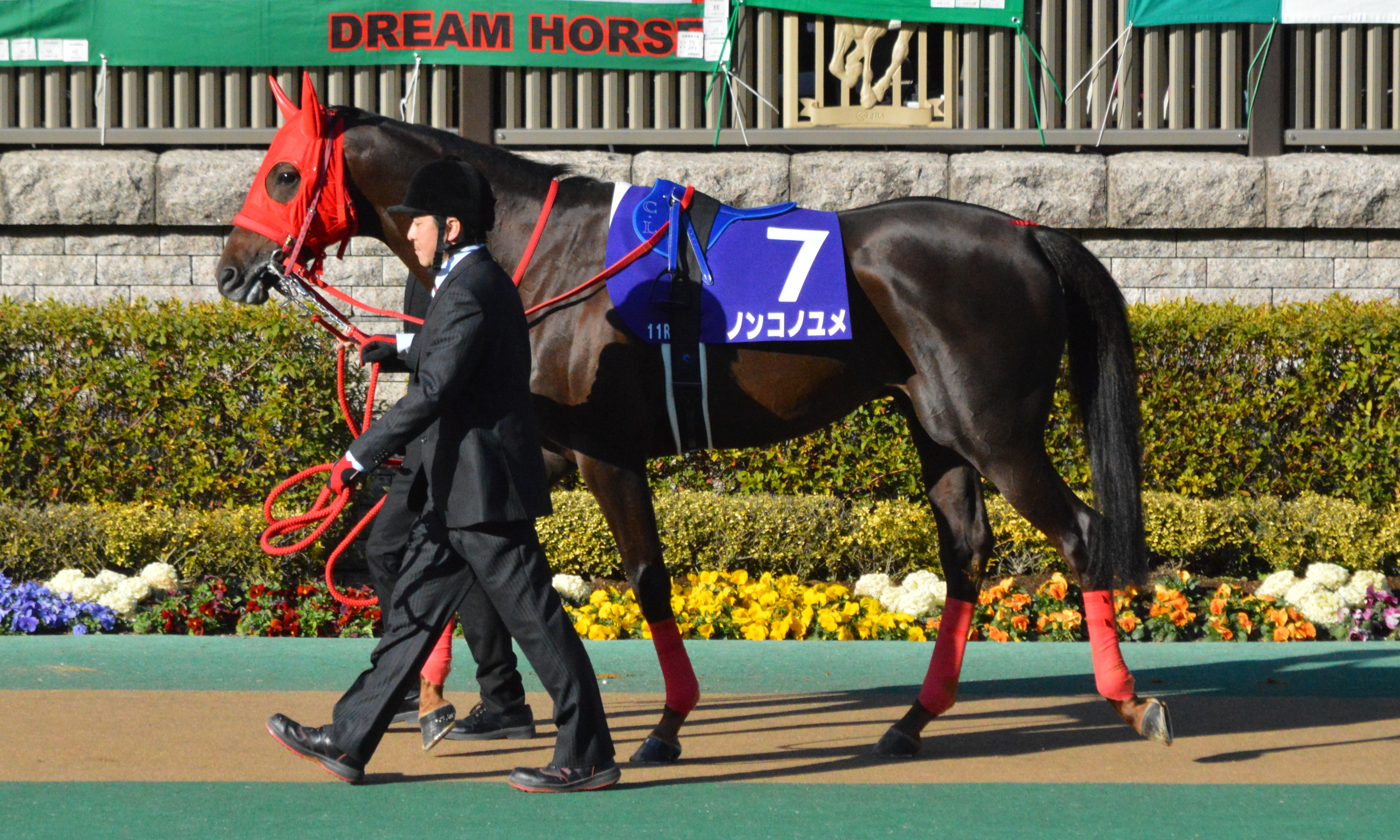
ジャパンダートダービー1着のノンコノユメ（2016年フェブラリーステークスのパドック）

7月8日、ジャパンダートダービー（JpnI）に出走。単勝オッズ1.6倍の1番人気に推された。良いスタートを切ってハナを奪い、最後の直線まで楽な手ごたえで逃げ、そのまま押し切ろうとしていた。しかし後方から追い込んでいたノンコノユメに残り100メートルのところでかわされ、最終的に2馬身半離された2着に敗れた。岩田は「これで負けたのですから、仕方ありません。あの馬場で、自分のペースで行けました。あと1ハロンでは凌ぎ切ったと思ったのですが、勝った馬を褒めるしかありません。とても悔しいです」とコメントした。
8月9日、レパードステークス（GIII）に出走。単勝オッズ2.5倍の1番人気に推された。良いスタートを切ったが、手綱が引かれて抑えられて馬群の潜み、中団から運んだ。2番人気のゴールデンバローズ、3番人気のダノンリバティとともに3頭で抜け出し競り合ったが、その2頭を突き放して先頭に立ち、最終的にダノンリバティに4分の3馬身離して勝利。重賞2勝目を挙げた。岩田はJRA重賞80勝目となり、「どの位置からでもいい馬で、逃げることはあまり考えていませんでした。逃げたゴールデンバローズが怖いと思っていて、早めに動く形になった分、最後は脚が上がりましたが、強いレースをしてくれたと思います。これから成長してくれば、もっと大きいところを狙える馬だと思います」と振り返った。庄野も「強いレースをしてくれました。この3馬身前にノンコノユメがいると思うとおそろしいです。デビュー以来、長い休みがなかったので、これからのことは一旦休んでから決めます。この先、もっと古馬らしく成長してもらいたいと思います」とコメントした。

### 急死
その後、北海道浦河町の吉澤ファームにて放牧に出され、11月8日のみやこステークス（GIII）を目標に調整され、それを見据えて茨城県阿見町の吉澤ステーブルEASTを中継し、滋賀県甲賀市の吉澤ステーブルWESTと移された。移動した日である9月20日の朝に疝痛を発症してX大腸炎と診断。回復が見込めず、手の施しようがない状況のため、翌21日の朝に安楽死の処置がとられた。庄野は「きのう（20日）の朝から大腸炎の症状が出て、牧場の方々にも懸命に処置していただきましたが、今朝死にました。残念です」とコメント、さらに「輸送などのストレスがあったんじゃないですかね。すごく残念です」とも話した。

## 競走成績
以下の内容は、netkeiba.comの情報に基づく。
| 競走日     | 競馬場 | 競走名            | 格    | 距離（馬場）  | 頭 数 | 枠 番 | 馬 番 | オッズ （人気） | 着順 | タイム （上がり3F） | 着差 | 騎手      | 斤量 [kg] | 1着馬（2着馬）     | 馬体重 [kg] |
| ---------- | ------ | ----------------- | ----- | ------------- | ----- | ----- | ----- | --------------- | ---- | ------------------- | ---- | --------- | --------- | ------------------ | ----------- |
| 2014.09.27 | 阪神   | 2歳新馬           |       | ダ1800m（良） | 12    | 2     | 2     | 003.20（1人）   | 01着 | R1:54.7（37.4）     | -2.1 | 0岩田康誠 | 54        | （ノースウィナー） | 450         |
| 0000.11.16 | 京都   | 黄菊賞            | 5下   | 芝2000m（良） | 7     | 2     | 2     | 005.10（2人）   | 06着 | R2:02.7（33.8）     | -0.8 | 0岩田康誠 | 55        | ベルラップ         | 464         |
| 0000.12.20 | 阪神   | 樅の木賞          | 5下   | ダ1800m（重） | 9     | 7     | 7     | 001.70（1人）   | 01着 | R1:51.8（36.5）     | -0.3 | 0岩田康誠 | 55        | （ショコラブラン） | 464         |
| 2015.02.22 | 東京   | ヒヤシンスS       | OP    | ダ1600m（良） | 16    | 2     | 4     | 006.80（2人）   | 03着 | R1:37.7（37.1）     | -0.6 | 0岩田康誠 | 56        | ゴールデンバローズ | 464         |
| 0000.04.05 | 中山   | 伏竜S             | OP    | ダ1800m（稍） | 14    | 3     | 3     | 002.70（1人）   | 01着 | R1:53.0（37.7）     | -0.0 | 0岩田康誠 | 56        | （リアファル）     | 462         |
| 0000.05.06 | 園田   | 兵庫CS            | JpnII | ダ1870m（良） | 12    | 8     | 12    | 001.60（1人）   | 01着 | R2:00.4（38.2）     | -1.5 | 0岩田康誠 | 56        | （リアファル）     | 459         |
| 0000.07.08 | 大井   | ジャパンDダービー | JpnI  | ダ2000m（不） | 13    | 5     | 6     | 001.60（1人）   | 02着 | R2:06.1（38.7）     | -0.5 | 0岩田康誠 | 56        | ノンコノユメ       | 463         |
| 0000.08.09 | 新潟   | レパードS         | GIII  | ダ1800m（良） | 15    | 5     | 9     | 002.50（1人）   | 01着 | R1:51.9（37.8）     | -0.1 | 0岩田康誠 | 56        | （ダノンリバティ） | 460         |

## 血統表
| クロスクリーガーの血統        | クロスクリーガーの血統                         | クロスクリーガーの血統                         | （血統表の出典）                               | （血統表の出典） |
| 父系                          | サンデーサイレンス系                           | サンデーサイレンス系                           | サンデーサイレンス系                           | [ § 2 ]          |
| 父 アドマイヤオーラ 2002 鹿毛 | 父の父アグネスタキオン 1998 栗毛               | *サンデーサイレンス                            | Halo                                           | Halo             |
| 父 アドマイヤオーラ 2002 鹿毛 | 父の父アグネスタキオン 1998 栗毛               | *サンデーサイレンス                            | Wishing Well                                   |                  |
| 父 アドマイヤオーラ 2002 鹿毛 | 父の父アグネスタキオン 1998 栗毛               | アグネスフローラ                               | *ロイヤルスキー                                | *ロイヤルスキー  |
| 父 アドマイヤオーラ 2002 鹿毛 | 父の父アグネスタキオン 1998 栗毛               | アグネスフローラ                               | アグネスレデイー                               |                  |
| 父 アドマイヤオーラ 2002 鹿毛 | 父の母ビワハイジ 1993 青鹿毛                   | Caerleon                                       | Nijinsky                                       | Nijinsky         |
| 父 アドマイヤオーラ 2002 鹿毛 | 父の母ビワハイジ 1993 青鹿毛                   | Caerleon                                       | Foreseer                                       |                  |
| 父 アドマイヤオーラ 2002 鹿毛 | 父の母ビワハイジ 1993 青鹿毛                   | *アグサン                                      | Lord Gayle                                     | Lord Gayle       |
| 父 アドマイヤオーラ 2002 鹿毛 | 父の母ビワハイジ 1993 青鹿毛                   | *アグサン                                      | Santa Luciana                                  |                  |
| 母 ビッグクィーン 2004 鹿毛   | 母の父*ブライアンズタイム 1985 黒鹿毛          | Roberto                                        | Hail to Reason                                 | Hail to Reason   |
| 母 ビッグクィーン 2004 鹿毛   | 母の父*ブライアンズタイム 1985 黒鹿毛          | Roberto                                        | Bramalea                                       |                  |
| 母 ビッグクィーン 2004 鹿毛   | 母の父*ブライアンズタイム 1985 黒鹿毛          | Kelley's Day                                   | Graustark                                      | Graustark        |
| 母 ビッグクィーン 2004 鹿毛   | 母の父*ブライアンズタイム 1985 黒鹿毛          | Kelley's Day                                   | Golden Trail                                   |                  |
| 母 ビッグクィーン 2004 鹿毛   | 母の母*マイアミガルチ 1991 鹿毛                | Gulch                                          | Mr. Prospector                                 | Mr. Prospector   |
| 母 ビッグクィーン 2004 鹿毛   | 母の母*マイアミガルチ 1991 鹿毛                | Gulch                                          | Jameela                                        |                  |
| 母 ビッグクィーン 2004 鹿毛   | 母の母*マイアミガルチ 1991 鹿毛                | Raja's Delight                                 | Raja Baba                                      | Raja Baba        |
| 母 ビッグクィーン 2004 鹿毛   | 母の母*マイアミガルチ 1991 鹿毛                | Raja's Delight                                 | Evening Dance                                  |                  |
| 母系(F-No.)                   | (FN:22-b)                                      | (FN:22-b)                                      | (FN:22-b)                                      | [ § 3 ]          |
| 5代内の近親交配               | Hail to Reason 5x4= 9.38% Raja Baba 5x4= 9.38% | Hail to Reason 5x4= 9.38% Raja Baba 5x4= 9.38% | Hail to Reason 5x4= 9.38% Raja Baba 5x4= 9.38% | [ § 4 ]          |
| 出典                          | 1. 2. 3. 4.                                    | 1. 2. 3. 4.                                    | 1. 2. 3. 4.                                    | 1. 2. 3. 4.      |